# Klassische 21-OHD CAH
Die Klassische 21-OHD CAH (CAH durch 21-Hydroxylase-Mangel) ist die häufigste angeborene Form der Kongenitalen Nebennierenhyperplasie, auch als Adrenogenitales Syndrom Typ III bezeichnet.
Synonyme sind: Nebennierenhyperplasie, kongenitale, durch 21-Hydroxylase-Mangel, klassische Form; englisch Adrenal Hyperplasia III; 21-Hydroxylase Deficiency; CYP21 Deficiency; Congenital Adrenal Hyperplasia 1; CAH1; Hyperandrogenism, nonclassic type, due to 21-hydroxylase deficiency

## Verbreitung
Die Häufigkeit wird mit 1 zu 14.000 angegeben, die Vererbung erfolgt autosomal-rezessiv.

## Ursache
Der Erkrankung liegen unterschiedliche Mutationen im CYP21A2-Gen auf Chromosom 6 Genort p21 zugrunde, welches für die 21-Hydroxylase kodiert, das die Produktion von Cortison und Aldosteron kontrolliert.

## Klinische Erscheinungen
Klinische Kriterien sind:
- früh einsetzender Wachstumsschub mit (relativem) Kleinwuchs als Erwachsene
- (stark) verminderte Produktion von Glucocorticoiden und Mineralocorticoiden
- milde bis ausgeprägte Virilisierung beim weiblichen Geschlecht bis zur Intersexualität

## Einteilung
Je nach Schweregrad und klinischen Leitbefunden lassen sich drei Typen unterscheiden:
- Klassische 21-OHD CAH, mit Salzverlust, schwerste und mit 75 % die häufigste Form mit Manifestation unmittelbar oder kurz nach der Geburt[5]
- Klassische 21-OHD CAH, einfach virilisierend, weniger ausgeprägte Veränderungen[6]
- Nicht-klassische Form, am wenigsten schwere Veränderungen, nur geringer Androgenüberschuss; Manifestation oft erst in der späteren Kindheit, häufig durch frühe Entwicklung der Schamhaare. Beim weiblichen Geschlecht normales äußeres Genitale, später sind Hirsutismus, Glatzenbildung, unregelmäßiger Menstruationszyklus und eingeschränkte Fruchtbarkeit möglich; beim männlichen Geschlecht früher Bartwuchs und kleine Testes; es gibt auch völlig symptomlose Patienten[7]

## Diagnose
Bereits vor der Geburt kann die Diagnose einer (klassischen Form) durch Bestimmung von 17-Hydroxyprogesteron im Fruchtwasser oder vorher durch humangenetische Untersuchung mit Chorionzottenbiopsie gestellt werden.

## Differentialdiagnose
Abzugrenzen sind andere Formen der Kongenitalen Nebennierenhyperplasie bzw. des Adrenogenitalen Syndroms, das Polyzystische Ovar-Syndrom und andere Erkrankungen mit erhöhten Androgenen.

## Therapie
Pränatal kann beim weiblichen Föten mit Dexamethason-Gabe die erhöhte Androgen-Produktion und das ambivalente Genitale verhindert werden.
Bei Diagnose nach der Geburt, kann bereits im ersten Lebensjahr eine plastisch-chirurgische Korrektur der Vagina erfolgen.
Eine lebenslange Hormonersatztherapie ist erforderlich wegen der Nebennierenrindeninsuffizienz, zur Senkung des Androgenspiegels und für normales Längenwachstum mit Hydrocortison als Glucocorticoid und Fludrocortison als Mineralocorticoid.